# Pfarrkirche Birkfeld

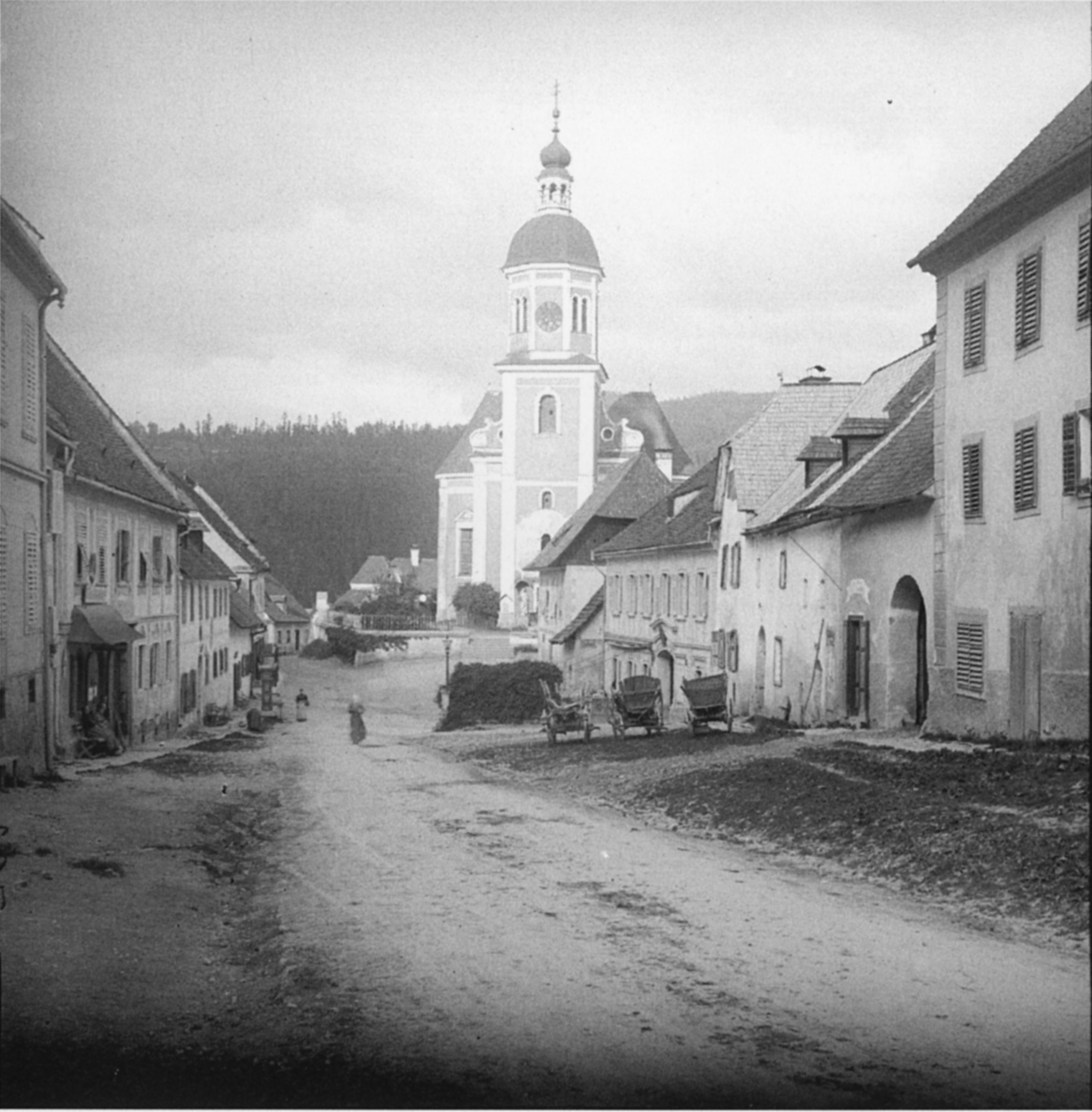
Pfarrkirche mit Hauptplatz, 1898

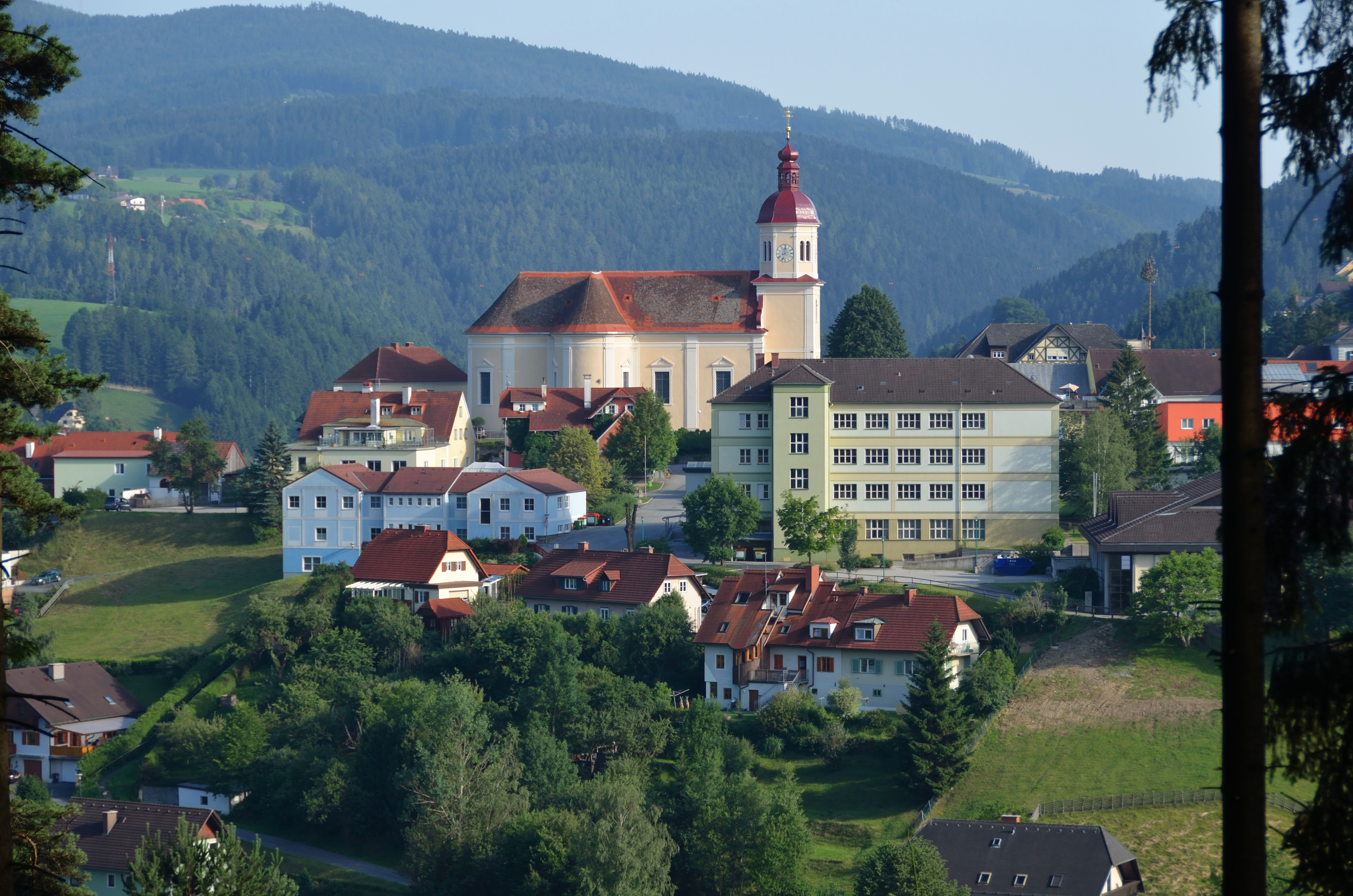
Langhausseite mit den breiten Konchen, 2012

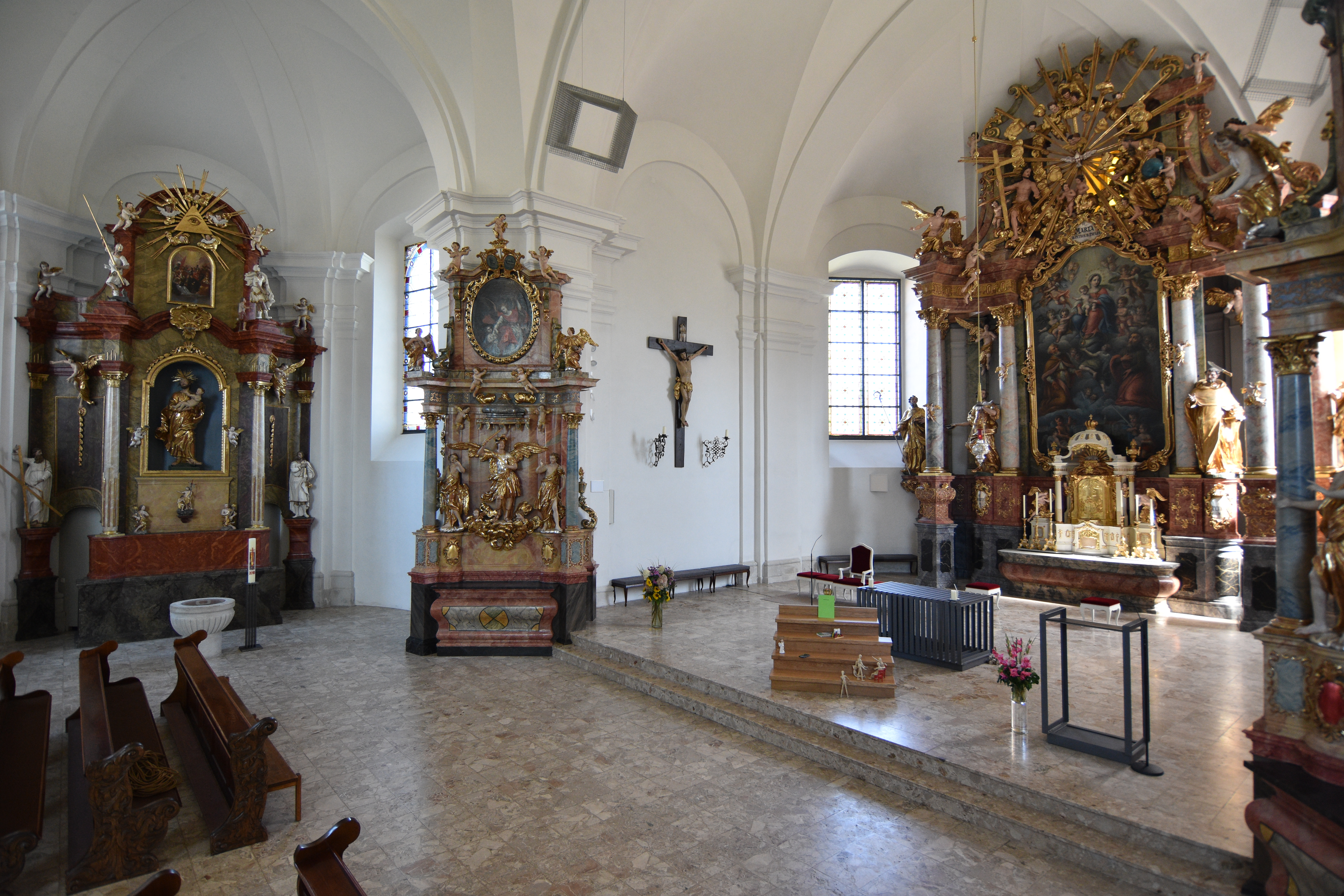
Der Altarraum

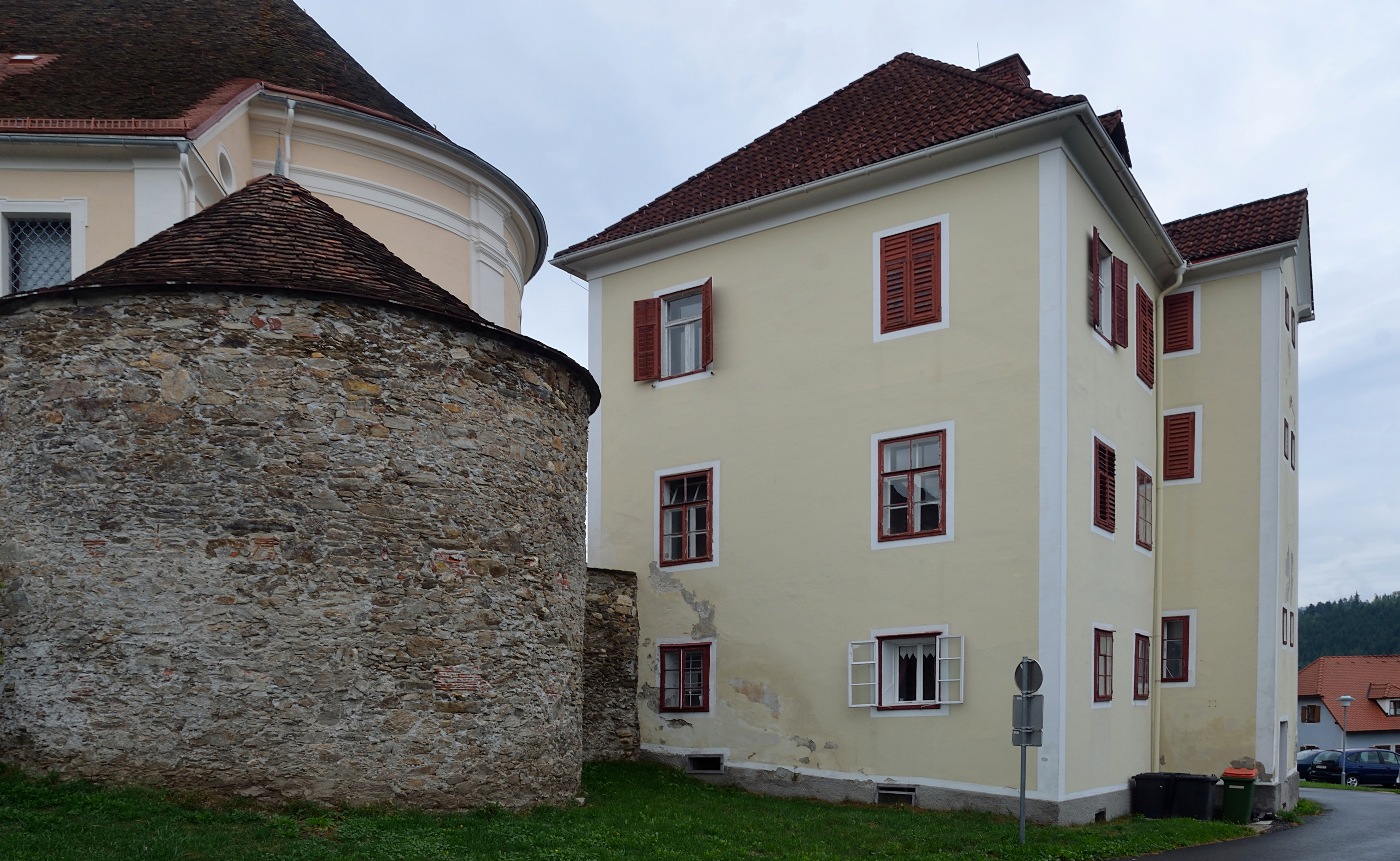
Turm der ehemaligen Wehranlage

Die Pfarrkirche Birkfeld steht im Ort Birkfeld in der Marktgemeinde Birkfeld im Bezirk Weiz in der Steiermark. Die den Heiligen Peter und Paul geweihte römisch-katholische Pfarrkirche gehört zum Dekanat Birkfeld in der Diözese Graz-Seckau. Die Kirche steht auf einem Geländerücken und ist von einem Tabor umgeben, die Kirche und der Kirchhof stehen unter  Denkmalschutz (Listeneintrag).

## Geschichte
1295 wurde eine Kirche urkundlich genannt. Im 16. Jahrhundert wurde sie erweitert. Die Kirche wurde, weil zu klein geworden, abgebrochen und von 1709 bis 1714 mit dem Baumeister Remigius Horner neu aufgebaut. 1971 fand eine Innenrestaurierung statt.

## Architektur
Kirchenäußeres
Die Kirche steht in beherrschender Lage am Ostabschluss des Hauptplatzes von Birkfeld und zeigt die charakteristische Gestaltung des Baumeisters Remigius Horner, welche von der Pöllauer Stiftskirche abgeleitet ist. Das einschiffige Langhaus wird im Osten von drei weitläufigen Konchen abgeschlossen. Der Westfront ist ein quadratischer, im Kern mittelalterlicher Turm mit einem achteckigen Glockengeschoß vorgestellt.
An der Westfront des Turmes ist eine freskale Darstellung des Ölbergs aus dem 18. Jahrhundert angebracht. Ein Fresko der Kreuzigung Christi an der Südseite des Turmes ist völlig verblasst.
Kircheninneres
Zwei Joche des Langhauses haben Kreuzgratgewölbe, nach dem Querschiff verlängert ein querrechteckiges Joch den Chor mit einer gerundeten Apsis. Die Sakristeitür im Chor ist mit 1711 bezeichnet.  Darüber befindet sich das Oratorium. Die dreiachsige Westempore steht auf Steinpfeilern. Die Seitenportale sind mit 1710 bezeichnet und haben innen und außen eine Pilastergliederung.

## Ausstattung
Die Kirche hat eine vorzügliche spätbarocke Einrichtung. Der Hochaltar aus 1730 nach einem Entwurf von Remigius Horner trägt Figuren von Josef Schokotnigg und zeigt ein Altarblatt von Josef Allmer (1885) und ein Altarblatt vom Fassmaler F. J. Rickho (1740). Die Seitenaltäre zeigen Bilder des Erzengels Michael und des Heiligen Johannes Nepomuk, 1730 und 1737 von Josef Schokotonigg geschaffen. In der rechten Apsis steht ein vorzüglicher Rosenkranzaltar von Philipp Jakob Straub (1768). Der Altar in der linken Apsis trägt eine Statue des hl. Joseph von Josef Schokotnigg (1740). Von ihm ist auch die Kanzel (1737).
Die Orgel baute Ferdinand Schwarz 1765; sie wurde 1970, 2000 und 2014 restauriert. Die Skulpturen am Gehäuse der Orgel schuf Philipp Jakob Straub. Das Orgelpositiv wurde in der Mitte des 18. Jahrhunderts erneuert. 
Eine Glocke goss Florentin Streckfuß (1693).
Das Westportal wird von lebensgroßen Figuren der Apostelfürsten aus dem vierten Viertel des 17. Jahrhunderts flankiert, wohl vom Hochaltar der Vorgängerkirche.

## Kirchhof
Der ehemalige Karner hinter der Kirche wurde im 1. Viertel des 18. Jahrhunderts zu einer kleinen Kapelle umgebaut. An der Südseite steht ein barockisierter gotischer Turm der ehemaligen Wehranlage aus dem 15. Jahrhundert.